# Christopher Birchall
Christopher Birchall (Stafford, 5 de maio de 1984) é um futebolista da Trinidad e Tobago.
Nascido na Inglaterra, tornou-se o primeiro branco em mais de 60 anos a defender o país caribenho, de onde veio sua mãe. A seleção local passou a convocá-lo após o jogador Dennis Lawrence informá-los do fato, após perguntar a Birchall, quando os clubes de ambos se enfrentaram na terceira divisão inglesa (Birchall à época estava no Port Vale, e Lawrence no Wrexham), se este possuía raízes nas ilhas.
Visualizando a oportunidade de disputar a Copa do Mundo de 2006, Birchall aceitou as convocações e ele e Lawrence acabaram marcando os gols da classificação, na repescagem contra Bahrein. 